# Super Size Me
Super Size Me is een documentairefilm die gaat over een zelfonderzoek naar de schadelijke effecten van fastfood.
De film wordt ook wel aangeduid als een aanklacht tegen de fastfoodindustrie. De film won een Directors award op het Sundance Film Festival van 2004.

## Inhoud
Begin 2003 onderwierp documentairemaker Morgan Spurlock zichzelf aan een experiment. Gedurende dertig dagen at hij alleen voedsel van McDonald's, drie maaltijden per dag. Ook dronk hij alleen producten van McDonald's. Hij stopte met sporten en beperkte het aantal voetstappen dat hij liep tot 5000 per dag, aangezien dit het aantal is dat de gemiddelde Amerikaan per dag loopt. Hij moest ook elk menu op de menukaart ten minste een keer proberen. Elke keer dat hem werd aangeboden om het menu te laten supersizen koos hij voor de supersized variant. In alle andere gevallen voor de medium variant.
Hij deed dit onder begeleiding van een huisarts, een cardioloog, een gastroloog, een voedingsdeskundige en een fitness trainer.
Tijdens deze dertig dagen raakte hij regelmatig depressief. Hij had vaak moeite om de grote hoeveelheden vlees, friet en frisdrank naar binnen te werken. Zijn cholesterolgehalte schoot omhoog (230 mg/dLof 6,0 mmol/L) net als zijn bloedglucosespiegel en zijn hart ging achteruit. Daarnaast kreeg hij een vettige lever en waren zijn leverenzymen niet in orde. Zijn vriendin meldde dat zijn prestaties in bed sterk achteruit gingen. Na dertig dagen was Morgan 11,1 kg aangekomen, 13% van zijn lichaamsgewicht. Zijn lichaamsvetpercentage ging van 11% naar 18%. Hij at gemiddeld 5000 kcal per dag waar 2500 kcal per dag voor zijn gewicht en lengte als aanvaardbaar werd beschouwd.
Zijn vriendin, Alexandra Jamieson, die als veganistische kok werkte, hielp hem met zijn herstel door middel van een speciaal dieet. Zij schreef hier later een boek over, genaamd The Great American Detox Diet.

## Kritiek
Sinds het uitkomen van de film hebben meerdere mensen een fastfood-dieet ondergaan waarbij hun gewicht juist afgenomen of gelijk gebleven is. Mogelijk komt dit doordat de proefpersonen van de frisdrank afgebleven zijn en niet te veel hebben gegeten, dit in tegenstelling tot Morgan Spurlock die zelfs doorat als hij al had overgegeven.
In de film zelf komt een man (Don Gorske) aan het woord die al jarenlang elke dag meerdere Big Macs eet en nog steeds een gezond gewicht heeft.